# Joseph Bruseau de La Roche
Joseph Bruseau de La Roche est un acteur, dramaturge et directeur de théâtre français né à Paris à une date indéterminée et mort à Bruxelles le 17 juillet 1750.
Il a dirigé le Théâtre de la Monnaie de 1731 à 1733 (François Moylin dit Francisque lui succède) et a composé plusieurs pièces :
- 1729 : Arlequin Thémistocle. Parodie en un acte. La pièce est créée le 4 décembre et imprimée à Bruxelles[3] ; François Quinault y joue[1].
- 1731 : Le Jugement comique ou la Revue des spectacles de Bruxelles : comédie créée le 5 février et imprimée à Bruxelles[4].
- 1732 : Divertissements pour célébrer la fête de sa Majesté Imperiale et Catholique (Vienne)
- 1739 : Les Athéniens, ballet (Bruxelles)
- 1744 : Arlequin larron, prévôt et juge (Bruxelles)
- 1749 : Le Retour de la paix dans les Pays-Bas : ballet-héroïque composé pour célébrer la fin de la domination française sur les Pays-Bas autrichiens et le retour gouverneur général, le prince Charles de Lorraine, et représenté le 27 avril en sa présence ; texte de Joseph Bruseau de La Roche, musique et ballets de Jean-Benoît Leclair[1],[5].

Durant les années 1740, il était devenu marchand de papiers peints et de tapisseries.